# Serps
|  | Per a altres significats, vegeu «Serp (constel·lació)». |

Les serps, serpents (Serpentes) o ofidis (Ophidia) són un subordre de sauròpsids (rèptils) amb el cos molt allargat i mancats de potes. Se les pot distingir de les sargantanes sense potes per la seva manca de parpelles i d'orelles externes. Com tots els escatosos, les serps són vertebrats amniotes ectoterms coberts per escates. Com les sargantanes, de les quals evolucionaren, tenen un crani d'articulació laxa, i la majoria poden dislocar el maxil·lar inferior per tal d'ingerir preses molt més grosses que el seu propi cap. Per tal d'acomodar el seu cos estret, els òrgans parells de les serps (com ara els ronyons) es troben l'un al davant de l'altre en lloc d'estar al costat, i només tenen un pulmó funcional. Algunes espècies conserven una pelvis amb un parell d'urpes vestigials a banda i banda de la cloaca.
Les serps han colonitzat un ampli ventall d'hàbitats de tot el món, excepte a Alaska i el nord del Canadà al continent americà, Groenlàndia, Islàndia, Irlanda i l'extrem nord d'Escandinàvia i Rússia a Euràsia, i l'Antàrtida i Nova Zelanda al sud. Se'n reconeixen quinze famílies, que inclouen 456 gèneres i més de 2.900 espècies. La seva mida varia des dels 10 cm de llarg de la minúscula Leptotyphlops carlae fins als 7,6 metres de les anacondes i els pitons. Titanoboa, descoberta recentment, fou una serp del Paleocè que assolí una llargada de 13 metres. Es creu que les serps evolucionaren de sargantanes excavadores o aquàtiques durant el període Cretaci (fa uns 150 milions d'anys). La diversitat de serps modernes aparegué durant el Paleocè (entre fa 66,0 i fa 56,0 milions d'anys).
La majoria d'espècies no són verinoses, i les que ho són utilitzen el verí més aviat per matar i sotmetre les preses que per autodefensa. Tanmateix, algunes tenen un verí prou potent com per a causar lesions doloroses o, fins i tot, la mort als humans.

## Característiques

Anatomia d'una serp.
1 Esòfag, 2 tràquea, 3 pulmons traqueals, 4 pulmó esquerre rudimentari, 5 pulmó dret, 6 cor, 7 fetge, 8 estómac, 9 sac d'aire, 10 vesícula biliar, 11 pàncrees, 12 melsa, 13 intestí, 14 testicles, 15 ronyons.

Les serps tenen les parpelles soldades i transparents, no tenen timpà, tenen la llengua llarga, bífida i evaginable, la mandíbula està dividida en dues parts unides per un lligament elàstic, i moltes espècies tenen glàndules verinoses i dents adaptades a la inoculació de verí; el crani molt mòbil (cinètic) a causa de la pèrdua o reducció de diversos ossos. Tenen una sola filera d'escates ventrals; tenen un sol pulmó (el dret). Són poiquilotermes, és a dir, no poden regular la temperatura del cos i això fa que aquesta depengui de la del medi.

### Pell
La pell està recoberta per escates, quan la muden, és dita «camisa», «despullada» o «esquira» de la serp. La major part de les serps utilitzen escates especialitzades de la part ventral per a desplaçar-se, aferrant-s'hi a les superfícies. Les seves parpelles es troben permanentment tancades, però són en realitat escates transparents. Les serps canvien de pell periòdicament. A diferència d'altres rèptils, el canvi o muda de pell és fet en una peça, com si estirés una mitja. Això es fa a mesura que l'animal creix i a més, per reparar ferides i alliberar-se de paràsits externs. La renovació periòdica ha convertit a la serp en un símbol de salut i medicina, com es mostra a la vara d'Asclepi (vegeu Asclepi).

### Locomoció
La locomoció es realitza mitjançant ondulacions laterals del cos, les escates ventrals eixamplades de moltes serps impedeixen el lliscament. Algunes serps, com certes boes i els escurçons poden desplaçar-se també mitjançant moviments musculars de les escates ventrals amb el seu cos estès gairebé en línia recta.

### Esquelet

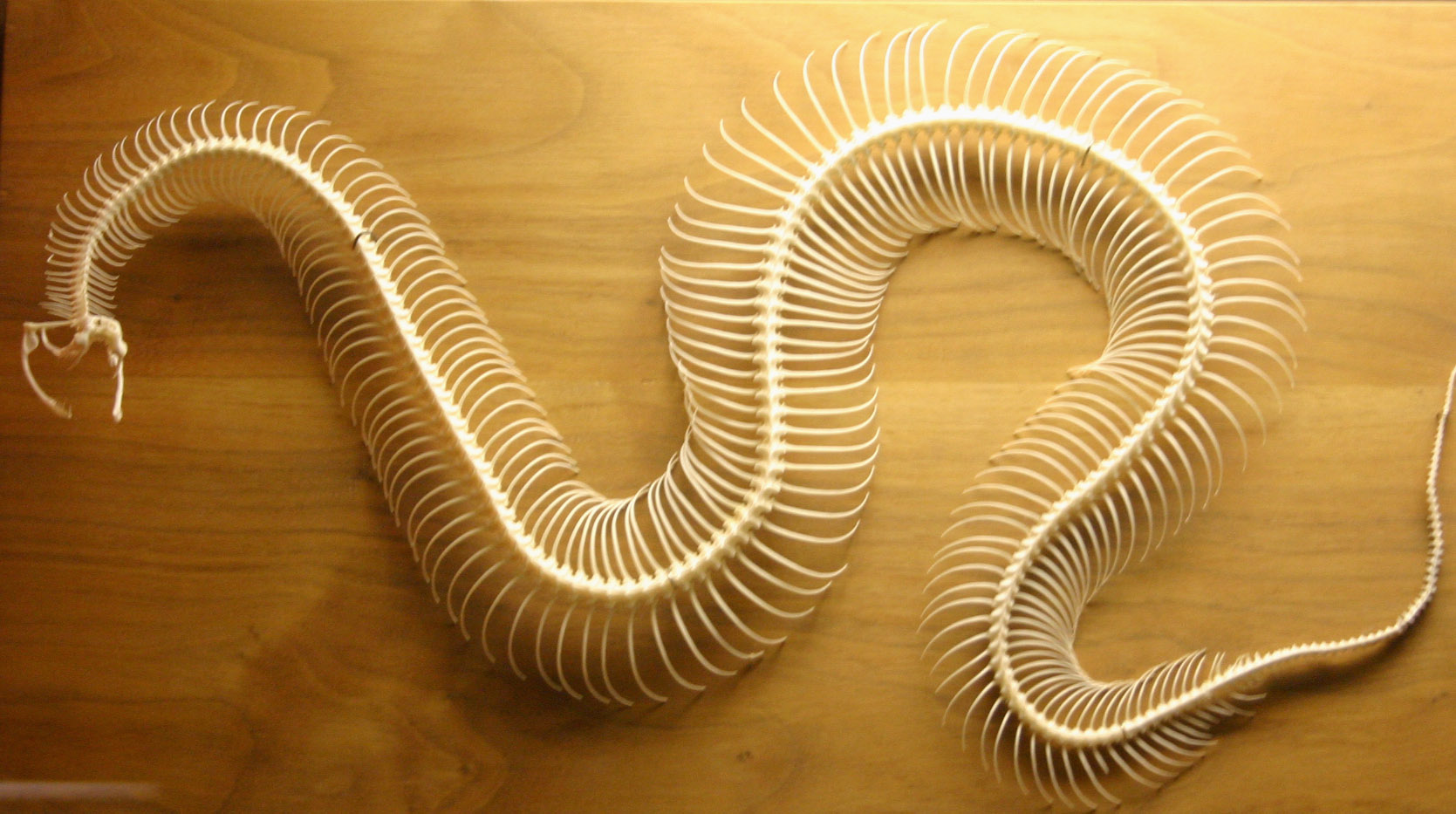
Esquelet d'una serp

L'esquelet té moltes vèrtebres, 200 en l'escurçó i 400 en els pitons. El crani està molt modificat respecte al model bàsic diàpsid. Els ossos de la mandíbula superior estan feblement units a la resta del crani i el quadrat es pot moure lliurement i posseeix potents músculs refractors, el que permet una enorme obertura de les mandíbules i la deglució de grans preses senceres. Les dents són agudes i corbades cap enrere i s'implanten tant al paladar com en el maxil·lar i el dental. Les boes i els pitons posseeixen rudiments de les extremitats posteriors i de les seves cintures; en aquestes serps es poden veure unes arpes en la part externa i a cada costat de la cloaca que tenen un cert paper en el coit.

### Dentadura

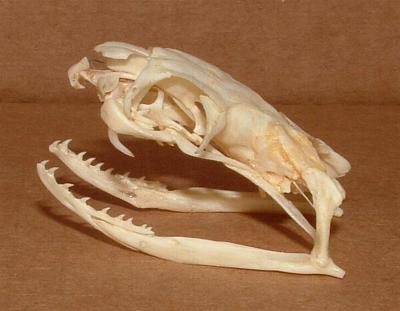
Una serp amb dents proteròglifes. Crani de la cobra reial (Ophiophagus hannah)

Hi ha diversos tipus de dents, segons l'os sobre el qual s'implantin: maxil·lars, pterigoides, palatins, dentari i premaxil·lars. Les dents maxil·lars són les més variades i les úniques que poden estar associades a glàndules verinoses, es poden distingir quatre tipus principals: 
- Àglif

Són dents massisses, prènsils, corbades cap enrere per subjectar la presa i no estan dissenyades per inocular verí. És el cas de molts colúbrids, boids i pitònids. En general són serps inofensives per l'home, amb excepció de les grans constrictores (pitons, anacondes).
- Opistòglif

Són dents acanalades situades a la part posterior de la mandíbula i connectades amb glàndules de verí, constituint un sistema d'inoculació primitiu. Atès que per injectar el verí ha de mossegar amb la part posterior de la boca, normalment són poc perilloses per a l'home. Aquest és el cas de la serp verda (Malpolon monspessulanus). No obstant això, les espècies de gran mida poden produir greus mossegades i fins i tot la mort, com Dispholidus typus, de l'Àfrica subsahariana.
- Proteròglif

Són dents petites i fixeos situades en la part davantera de la boca, amb un canal més o menys tancat. Les cobres i les mambes posseeixen aquestes dents. Algunes espècies, com la cobra escopidora (Naja nigricollis), els tenen modificats per escopir el verí a més de quatre metres de distància.
- Solenòglif

Es tracta de dos llargs ullals mòbils en la part anterior de la mandíbula, són buits amb un canal interior tancat i connectat amb glàndules verinoses. Els ullals es pleguen sobre el paladar superior quan l'animal tanca la boca i es redrecen ràpidament quan l'obre. És el sistema d'inoculació més eficaç.
Aquest tipus de dentadura és característic dels vipèrids.

### Òrgans interns

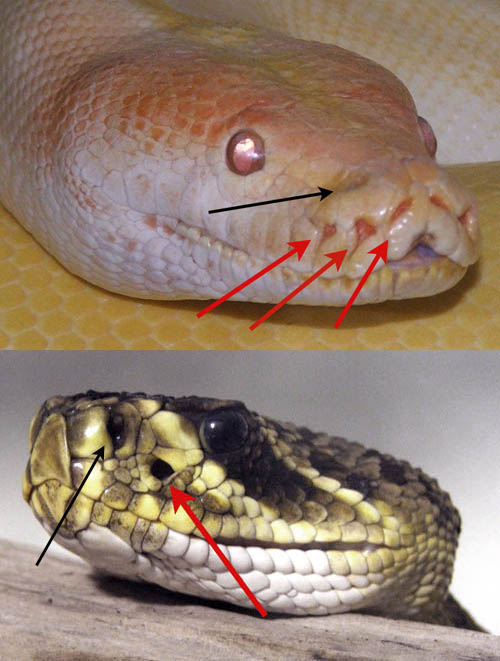
Fletxes vermelles: òrgans receptors d'infrarojos, fletxes negres: orificis nasals.
A dalt, una Pitó; a baix, una Serp de Cascavell

L'aparell respiratori i les vísceres estan molt modificats, ja que el cos tubular de la serp requereix que tots els òrgans siguin allargats i prims. La glotis pot projectar-se cap endavant per mantenir obert el conducte respiratori durant la ingestió de la presa i, en algunes espècies una part de la tràquea està especialitzada en la respiració, constituint un pulmó traqueal. El pulmó esquerre sol estar reduït o de vegades -fins i tot- pot faltar, i les altres vísceres parelles solen situar-se a diferents nivells en cada costat. Posseeixen una parella d'òrgans reproductors.

### Oïda
A causa de les seves característiques anatòmiques, s'ha considerat sovint que les serps són sordes. Les darreres investigacions dels herpetòlegs han demostrat que les serps tenen una capacitat auditiva comparable a la de les sargantanes.
Les serps tenen unes estructures situades a cada costat del cap que els permet sentir-hi. La pell i un teixit muscular a cada banda del cap, protegeixen un osset mòbil, anomenat columel·la, el qual fa petits desplaçaments com a resposta a les ones sonores. El moviment de la columel·la és transferit a través d'estructures intermèdies a la còclea, en la qual es produeixen uns senyals elèctrics en les seves cèl·lules piloses que es corresponen amb les ones de so, relatives al rang de freqüència determinada, que permet percebre el seu sistema auditiu, i transferides al cervell.
Per tant, al contrari del que es pensa habitualment, les serps tenen oïda per percebre sons transmesos a través de l'aire. El que passa, per una banda, és que no es veuen. Per altra banda, la seva oïda està preparada per percebre sons de baixa freqüència. Aquests sons, segons estudis recents, se situen en una freqüència d'entre 200-300 Hz, mentre que en els humans el seu espectre màxim d'audició se situa d'entre 15-20.000 Hz.
No és, doncs, que siguin sordes sinó que senten sons greus i dins d'un interval molt limitat, 200-300 Hz. Tots els sons que estan per sobre o per sota d'aquesta freqüència no els poden sentir. Segons estudis de la Universitat de Las Palmas de Gran Canaria, l'orella de les serps està mancada de part externa, o orella externa. Presenten una orella interna i una orella mitjana sense timpà. Només poden percebre sons de baixa freqüència.
És, possiblement, a causa d'aquesta limitació auditiva, que han desenvolupat un altre sistema a través del qual poden percebre vibracions del terra o de qualsevol objecte amb el qual estiguin en contacte. Les vibracions de terra passen a través dels músculs del ventre a uns receptors especials situats a tot el llarg del llom i són transmeses al cervell.

### Verí
Moltes espècies utilitzen verí per immobilitzar o matar les seves preses. El verí és una secreció modificada emmagatzemada a les glàndules verinoses i que s'injecta a la pressa gràcies als ullals. L'aparició de la glàndula verinosa es creu que es va produir fa aproximadament 200 milions d'anys durant l'evolució dels rèptils escatosos, però no és fins fa 10-15 milions d'anys que diferents grups de serps van desenvolupar de forma independent mecanismes d'injecció del verí. Així, les serps denominades opistoglifes van desenvolupar en una de les dents posteriors de cada meitat de la mandíbula superior un canal que facilita el pas del verí. Aquest tipus de dentadura és freqüent en els colúbrids. Els protetoglifs (elàpids) posseeixen un o més ullals a la part anterior dels maxil·lars. Finalment, els solenoglifs (vipèrids) posseeixen el sistema d'injecció més elaborat, on l'ullal és una dent molt llarga, el canal d'injecció està tancat en tota la seva extensió i actuen com a veritables agulles hipodèrmiques que es claven profundament i injecten el verí.
El verí de les serps és amb freqüència específic per a les seves preses, i el seu paper com a mecanisme defensiu és secundari.
El verí, igual que totes les secrecions salivals, posseeix agents que realitzen una predigestió dels aliments, per tant, fins i tot les serps "no verinoses" poden causar danys en els teixits.
El verí està constituït per una complexa barreja d'unes poques famílies de proteïnes que actuen com neurotoxines (que ataquen el sistema nerviós), hemotoxines (que danyen la sang), citotoxines (danyen els teixits) i moltes altres substàncies que poden afectar l'organisme de diferents maneres. L'abundància relativa d'aquestes proteïnes presenta una elevada variabilitat a nivell de gènere, d'espècie, poblacional i, inclús, una variabilitat relacionada amb l'estadi de desenvolupament de l'organisme (ontogenètica). D'entre les proteïnes que trobem al verí de les serps podem diferenciar aquelles que presenten una activitat enzimàtica i aquelles que no. Pertanyents a aquest darrer grup, gairebé tots els verins de serps posseeixen hialuronat, un enzim que destrueix l'àcid hialurònic, que és el ciment que manté unit el teixit conjuntiu que, per tant es disgrega facilitant així la ràpida difusió del verí.
Austràlia és el lloc del món amb major nombre d'espècies verinoses; però només es produeix una mort per mossegada a l'any de mitjana. En canvi, a l'Índia, es produeixen 250.000 mossegades anuals que produeixen unes 50.000 morts. A Espanya es produeixen l'any 1.500 mossegades d'escurçons, de les quals entre 3 i 5 provoquen la mort de la víctima.

## Història natural

### Dieta

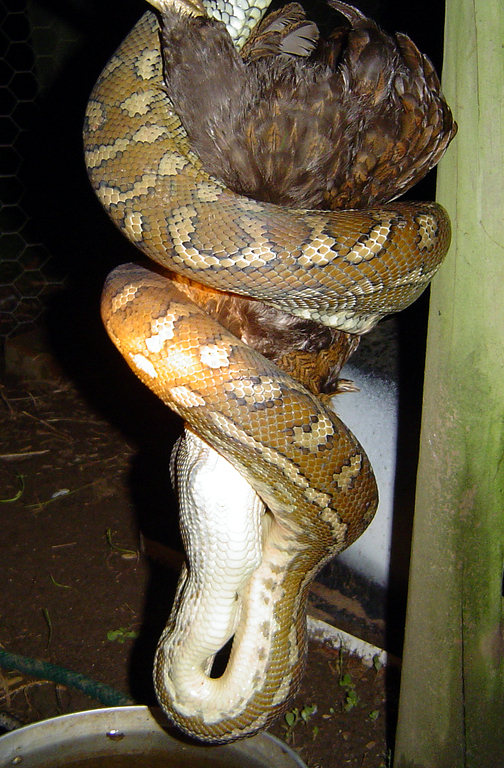
Una pitó catifa constringeix i consumeix un pollastre.

Totes les serps són estrictament carnívores, alimentant-se de petits animals com ara sargantanes, altres serps, petits mamífers, ocells, ous, peixos, cargols o insectes. Com que les serps no poden mastegar ni tallar el seu aliment a trossos, es veuen obligades a empassar-se la presa sencera. La mida corporal d'un cos influeix de manera important en els seus costums alimentaris: les serps més petites es mengen preses més petites. Els pitons joves poden començar alimentant-se de sargantanes o ratolins i canviar a petits cèrvids o antílops quan esdevenen adults, per exemple.

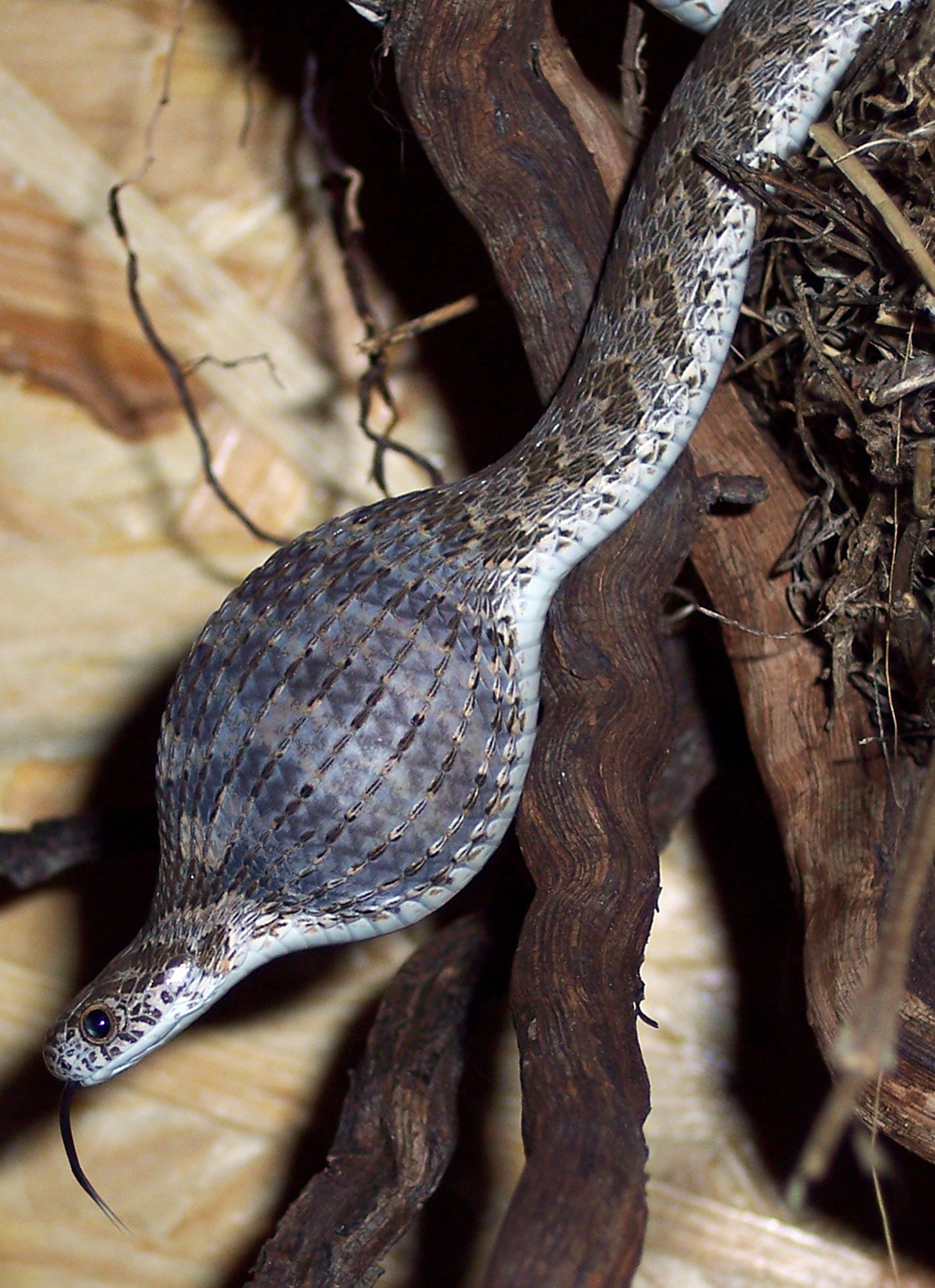
Serp menjadora d'ous africana.

La mandíbula d'una serp és una estructura complexa. Al contrari del que diu la creença popular que les serps es poden dislocar la mandíbula, les serps tenen un maxil·lar inferior molt flexible, amb dues meitats que no estan unides rígidament, i nombroses altres articulacions al crani (vegeu crani de les serps), cosa que els permet obrir la boca prou per a empassar-se la presa sencera, encara que tingui un major diàmetre que la serp mateixa, car les serps no masteguen. Per exemple la serp menjadora d'ous africana té una mandíbula flexible adaptada per menjar-se ous molt més grossos que el diàmetre del seu cap. Aquesta serp manca de dents, però té unes prominències òssies a la vora interior de la columna vertebral que es fan servir per ajudar a trencar la closca dels ous que s'empassa la serp.
Mentre que la majoria de serps s'alimenten d'una varietat de preses, algunes espècies s'especialitzen. Les cobres reials i les serps anellades blanques-i-negres d'Austràlia es mengen altres serps. Pareas iwesakii i altres colúbrids de la subfamíla dels pareatins, que es mengen cargols, tenen més dents al costat dret de la boca que a l'esquerre, car la closca de les seves preses sol ser una espiral en la direcció de les agulles del rellotge.
Algunes serps tenen una mossegada verinosa que fan servir per matar la presa abans de menjar-se-la. Altres serps maten la presa per constricció, mentre que d'altres se l'empassen sencera i encara vivent.
Després de menjar, les serps esdevenen dorments mentre es produeix la digestió. La digestió és una activitat intensa, especialment després de consumir una presa molt gran. En les espècies que només s'alimenten esporàdicament, l'intestí sencer entra en un estat reduït entre àpats per estalviar energia, i l'aparell digestiu és sobreregulat a la seva màxima capacitat en les 48 hores que segueixen el consum d'una presa. Com que són de sang freda (ectotermes), la temperatura ambiental té un paper important en la digestió de les serps. La temperatura ideal perquè les serps digereixin l'aliment és de 30 °C. La digestió de les serps requereix tanta energia metabòlica que en Crotalus durissus, el cròtal tropical, s'ha observat un increment de la temperatura corporal de fins a 1,2 °C per sobre del medi que l'envolta. Per aquest motiu, una serp que sigui molestada després d'haver menjat recentment sovint regurgitarà la seva presa per a poder fugir de l'amenaça percebuda. Si no se la molesta, el procés digestiu d'una serp és molt eficaç, i els seus enzims digestius ho dissolen i absorbeixen tot excepte el pèl i les urpes de la presa, que són expulsats juntament amb els residus.

### Reproducció
La majoria de les serps es reprodueixen ponent ous (ovoviviparisme), però algunes espècies han desenvolupat un tipus de viviparisme. El cos de la mare reté els ous fins que les cries estan totalment formades per viure d'una manera independent. En alguns casos el grup sencer dona a llum cries totalment formades, mentre que altres grups poden estar formats per membres que donen a llum cries formades, com per membres que ponen ous. Per exemple, dins de la família dels bòids totes les boes pareixen animals ja formats, mentre que els pitons ponen ous.

## Diversitat
Les serps presenten una radiació adaptativa gairebé tan àmplia com els llangardaixos, encara que la variació estructural no és tan gran.

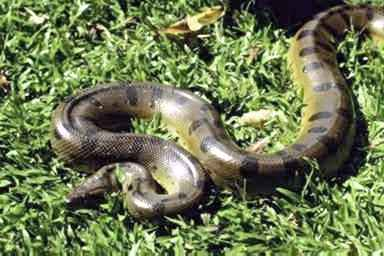
Anaconda (Eunectes murinus).

### Boes i pitons
Les famílies dels bòids i dels pitònids reuneixen les espècies més primitives de serps, com ho prova el fet que encara conservin rudiments de potes posteriors.
No tenen verí i maten a les seves preses per constricció, enrotllant al seu voltant fins que s'asfixien.
Inclouen les serps actuals més voluminoses, com l'anaconda i el pitó reticulat.
Els pitons mesuren normalment entre 1 i 6 m, encara que algunes espècies estan entre les serps més llargues existents, el pitó reticulat ostenta el rècord de la serp més llarga, amb 10,32 m.

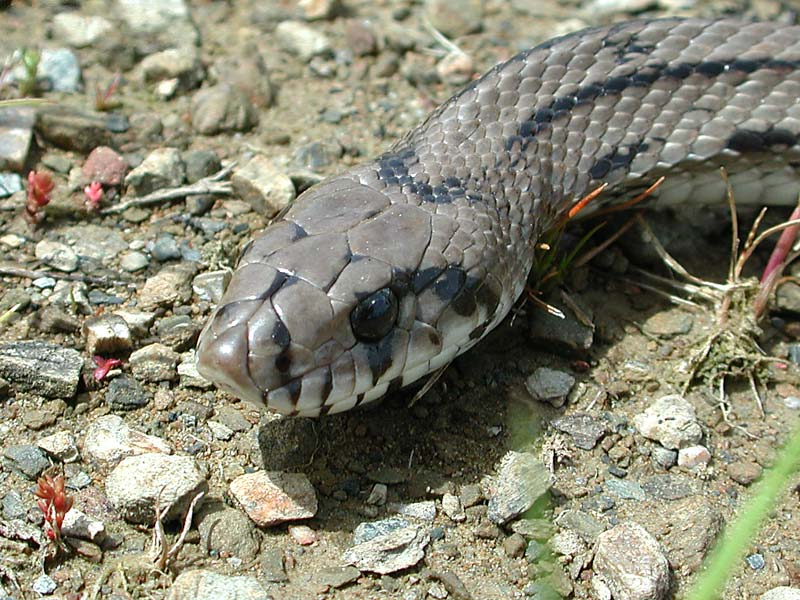
Serp blanca (Elaphe scalaris).

### Colobres
La majoria de les serps vivents pertanyen a la família dels Colubridae, que comprèn moltes espècies inofensives i de mitja grandària com la colobra d'aigua europea (Natrix maura), la serp llisa meridional (Coronella girondica) o la serp blanca (Elaphe scalaris), i algunes moderadament verinoses, amb dents situades en la part posterior de la boca, com la serp verda (Malpolon monspessulanus); la serp arborícola del Cap (Dispholidus) és una de les poques espècies la mossegada de la qual pot ser mortal per a l'home.

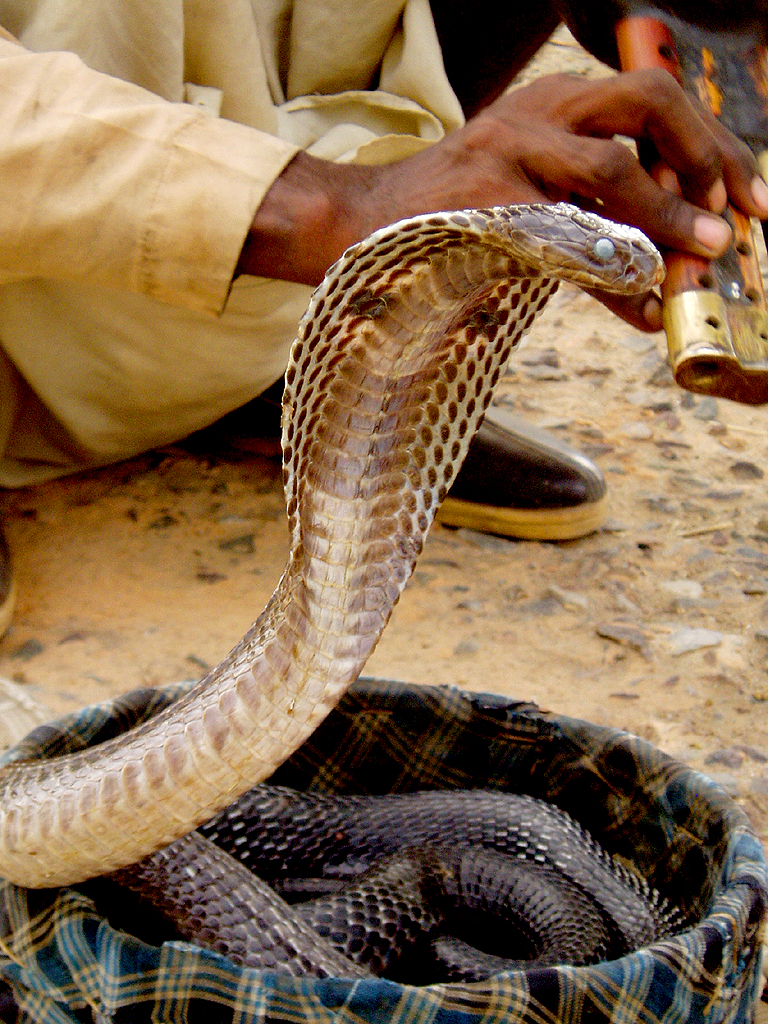
Cobra d'ulleres (Naja naja).

### Cobres, mambes i corals
La família dels elàpids inclou les cobres, les serps de corall, les mambes com la mamba negra i les serps marines totes elles extremadament verinoses i potencialment mortals per a l'home, els ullals són petits i estan situats en la part davantera de la boca; el seu verí té una acció principalment neurotòxica.
Totes les serps verinoses australianes pertanyen a aquest grup.
Els elàpids terrestres són similars als colúbrids; gairebé tots tenen cossos llargs i fins, caps coberts per grans escates i no sempre diferenciades del coll, i ulls amb pupil·les rodones.
A més, el seu comportament és, en general, bastant actiu, i moltes espècies són ovípares.
Les mambes (Dendroaspis) són arborícoles i són molt àgils i ràpides.
Les serps de corall posseeixen els seus vius colors d'advertiment, ja que són molt verinoses (aposematisme), entre els quals predominen groc, vermell i negre, no són molt perilloses per a l'home, ja que són de petita grandària i obren poc la boca, cosa que fa difícil que puguin mossegar. Les cobres (Naja i Ophiophagus) són molt conegudes pel seu aspecte amenaçant i la seva mossegada; habiten en zones tropicals i desèrtiques del sud de l'Àsia i de l'Àfrica; despleguen una espècie de "caputxa" a la zona del cap i el coll quan estan irritades o en perill, gràcies a les llargues costelles cervicals, és un gest d'advertiment davant un possible enemic.

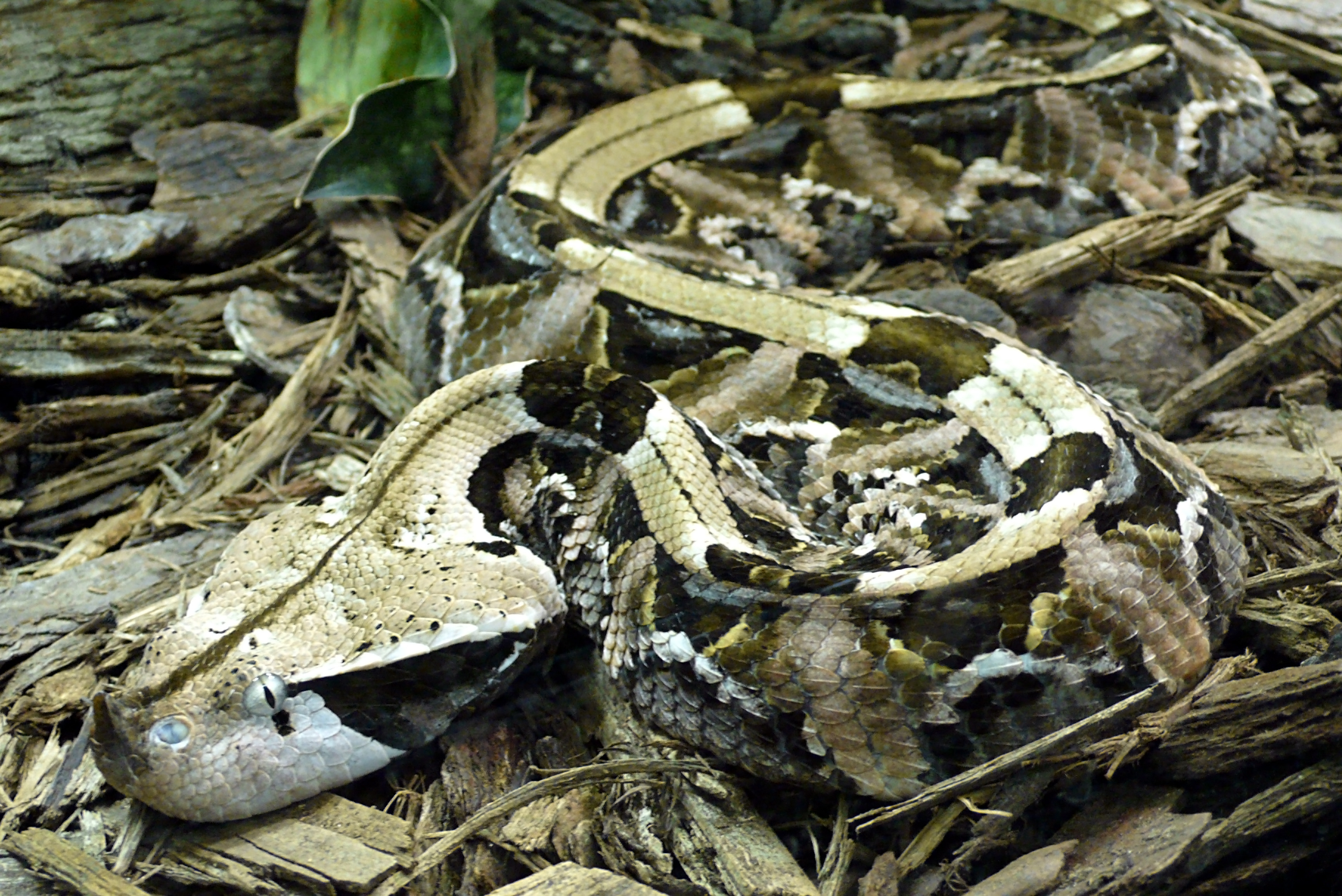
Escurçó del Gabon (Bitis gabonica)

### Escurçons i cròtals
La família dels vipèrids comprèn els escurçons del Vell Món i els cròtals, principalment americans, totes elles són molt verinoses i amb dos ullals proveïts d'un canal que actuen com agulles hipodèrmiques quan mosseguen per injectar verí.
El verí té una acció principalment hemolítica.
Els ullals són molt llargs i es pleguen contra el paladar quan la boca està tancada desplegant ràpidament quan la serp es disposa a atacar a la presa.
El cap és triangular i ample, i els ulls tenen la pupil·la vertical.
La majoria retenen els ous que contenen a les cries a l'interior del cos donant a llum a les cries després de l'eclosió dels ous des de l'interior del cos, és a dir, són ovovivípares.
Entre les seves espècies destaquen els escurçons europeus (Viperidae), els animals més verinosos del continent, els escurçons banyuts africans (Cerastes), l'àspid, els escurçons del Gabon (Bitis, amb els ullals més llargs de totes les serps), les serps de cascavell americanes (els cròtals Crotalus, Lachesis), etc.

## Evolució
El registre fòssil de les serps és relativament pobre perquè l'esquelet de la serp és típicament petit i fràgil, fent que rarament es fossilitzin. Tanmateix, a Sud-amèrica i Àfrica s'hi han descobert espècimens de 150 milions d'anys d'antiguitat, fàcilment identificables com a serps, però amb trets esquelètics semblants als dels llangardaixos. Existeix un consens, basat en l'anatomia comparada, que les serps descendeixen dels llangardaixos. Les proves fòssils suggereixen que les serps podrien haver evolucionat de llangardaixos excavadors, com ara els varànids o un grup similar, durant el període Cretaci. Una serp fòssil primitiva, Najash rionegrina, era un animal de dues potes excavador dotat de sacre, i era completament terrestre. Un anàleg vivent d'aquests avantpassats putatius és el monitor mancat d'orelles Lanthanotus de Borneo, tot i que també és semiaquàtic. Les formes subterrànies desenvoluparen un cos adaptat per excavar i perderen les potes. Segons aquesta hipòtesi, característiques com ara les parpelles fusionades i transparents (escuts oculars) i la pèrdua d'orelles externes evolucionaren per fer front a les dificultats d'un estil de vida excavador, com ara rascades a les còrnies o l'entrada de brutícia a les orelles. Se sap que algunes serps primitives tenien potes posteriors, però la seva pelvis manca de connexió directa amb les vèrtebres. En són exemples espècies fòssils com ara Haasiophis, Pachyrhachis i Eupodophis, que són una mica més antigues que Najash.

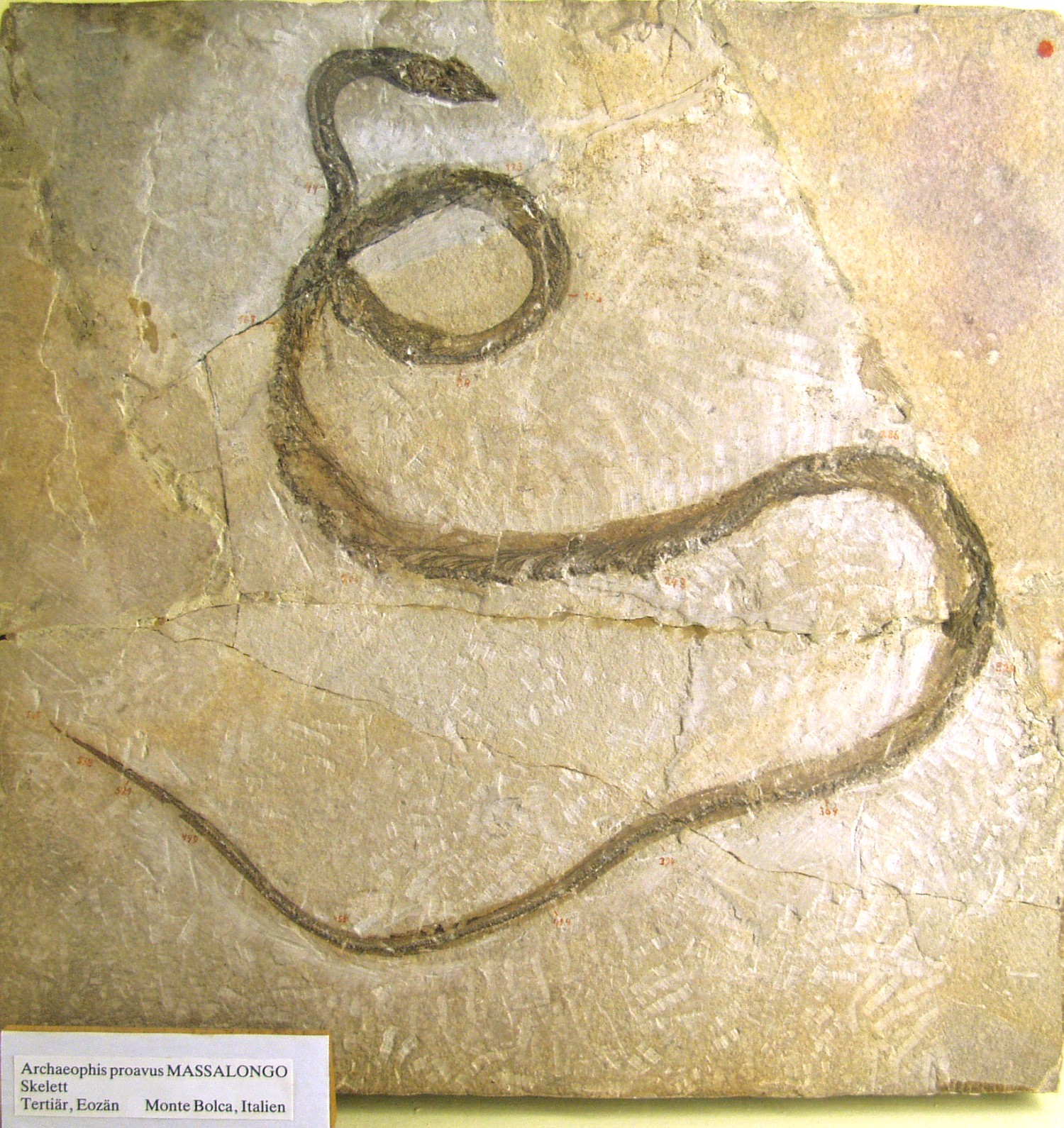
Fòssil d'Archaeophis proavus.

Els grups més primitius de serps modernes, els pitons i les boes, tenen potes posteriors vestigials; es tracta de minúsculs dits amb urpes, coneguts com a esperons anals, que fan servir per agafar-se l'una a l'altra durant la copulació. Els leptotiflòpids i els tiflòpids són altres grups en què hi ha presents vestigis de la cintura pelviana, que a vegades apareixen com a projeccions còrnies quan són visibles. Les potes anteriors estan absents en totes les serps i aquesta pèrdua està associada amb l'evolució dels gens Hox que controlen la morfogènesi de les potes. L'esquelet axial de l'avantpassat comú de les serps, com la majoria d'altres tetràpodes, tenia especialitzacions regionals que consistien en les vèrtebres cervicals, toràciques, lumbars, sacres i caudals. L'expressió dels gens Hox de l'esquelet axial encarregada del desenvolupament del tòrax esdevingué dominant al principi de l'evolució de les serps i, com a resultat, les vèrtebres anteriors als monyons de les potes posteriors (si és que n'hi ha) tenen la mateixa identitat semblant a la toràcica (excepte l'atles, l'epistrofeu i entre una i tres vèrtebres cervicals), fent que la majoria de l'esquelet de les serps es compongui d'un tòrax extremament estès. Les costelles es troben exclusivament a les vèrtebres toràciques. Les vèrtebres cervicals, lumbar i pelvianes estan molt reduïdes en nombre (només romanen 2-10 vèrtebres lumbars i pelvianes), mentre que de les vèrtebres caudals només en queda una cua curta, tot i que la cua encara és prou llarga com per a ser útil en moltes espècies, i està modificada en algunes espècies aquàtiques i arborícoles.

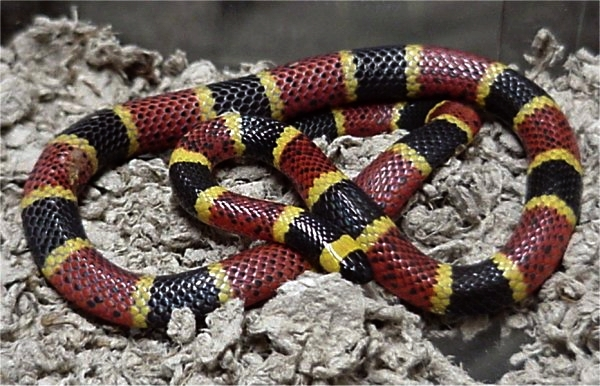
Una serp coral de Texas, Micrurus tener.

Una hipòtesi alternativa, basada en la morfologia, suggereix que els avantpassats de les serps estaven relacionats amb els mosasaures (rèptils aquàtics extints del període Cretaci), que al seu torn es pensa que derivaven de varànids. Segons aquesta hipòtesi, es creu les parpelles transparents i fusionades de les serps evolucionaren per combatre les condicions marines (la pèrdua d'aigua cornial a través de l'osmosi), mentre que les orelles externes es perderen per la manca d'ús en un medi aquàtic, conduint eventualment a un animal d'aparença similar a la de les serps marines d'avui dia. Al Cretaci superior, les serps recolonitzaren la terra i assumiren el seu aspecte actual. Es coneixen restes fòssils de serps de sediments de principis del Cretaci superior, cosa que encaixa amb aquesta hipòtesi, especialment perquè són més antigues que l'espècie terrestre Najash rionegrina. L'estructura cranial similar, les potes reduïdes o absents, i altres característiques anatòmiques que es donen tant en els mosasaures com en les serps indiquen una correlació cladística positiva, tot i que algunes d'aquestes característiques no són compartides amb els varànids. En anys recents, estudis genètics han indicat que les serps no tenen una relació tan propera amb els varànids com es creia i per tant, tampoc no la tenien amb els mosasaures, l'avantpassat suggerit en la teoria aquàtica de la seva evolució. Tanmateix, hi ha més proves que relacionen els mosasaures amb les serps que amb els varànids. Restes fragmentàries del Juràssic i Cretaci inferior indiquen que el registre fòssil d'aquests grups es remunta més enllà en el temps, cosa que podria acabar refutant o confirmant qualsevol de les dues espècies.
La gran diversitat de les serps modernes aparegué al Paleocè, correlacionada amb la radiació adaptativa dels mamífers després de l'extinció dels dinosaures no aviaris. Un dels grups més comuns d'avui dia, els colúbrids, esdevingueren particularment diversos gràcies al fet que cacen rosegadors, un grup de mamífers particularment reeixit. Hi ha més de 2.900 espècies de serps, que s'estenen tant al nord com el cercle polar àrtic a Escandinàvia, i al sud fins a Austràlia i Tasmània. Les serps viuen a tots els continents tret de l'Antàrtida, dins el mar i a elevacions de fins a 4.900 metres a l'Himàlaia (Àsia). Hi ha moltes illes de les quals les serps estan notablement absents, com ara Irlanda, Islàndia i Nova Zelanda.

## Taxonomia
Totes les serps pertanyen al subordre Serpentes, que al seu torn és membre de l'ordre Squamata. Aquest ordre inclou també els llangardaixos (Sauria), amb els quals les serps estan emparentades, i els Amphisbaenia, que també han perdut les potes i s'assemblen superficialment a les serps.
El subordre de les serps està dividit en dos infraordres: Alethinophidia i Scolecophidia. Aquesta separació es basa tan en característiques morfològiques i com en similituds de la seqüència d'ADN mitocondrial. Alethinophidia a vegades es divideix en Henophidia i Caenophidia, amb aquesta última formada per serps "colubroides" (colúbrids,  escurçons, elàpids,  hidròfids i  atractaspídids i acrocòrdids), mentre que les altres famílies d'aletinofidis formen Henophidia. Malgrat que no existeix avui, els Madtsoiidae, una família de serps gegants, primitives i semblants a pitons, es trobaven a Austràlia fins fa 50.000 anys, representats per gèneres com ara Wonambi.
El subordre de les serps se subdivideix en dos infraordres i 18 famílies: 
- Infraordre Alethinophidia 
  - Família Acrochordidae
  - Família Aniliidae
  - Família Anomochilidae
  - Família Atractaspididae
  - Família Boidae
  - Família Bolyeriidae
  - Família Colubridae
  - Família Cylindrophiidae
  - Família Elapidae
  - Família Loxocemidae
  - Família Pythonidae
  - Família Tropidophiidae
  - Família Uropeltidae
  - Família Viperidae
  - Família Xenopeltidae
- Infraordre Scolecophidia
  - Família Anomalepididae
  - Família Leptotyphlopidae
  - Família Typhlopidae

## Filogènesi
|  | Leptotyphlopidae                                               |
|  |                                                                |
|  | \| \| Anomalepididae \| \| \| \| \| \| Typhlopidae \| \| \| \| |
|  |                                                                |
|  | Anomalepididae                                                 |
|  |                                                                |
|  | Typhlopidae                                                    |
|  |                                                                |

|  | Anomalepididae |
|  |                |
|  | Typhlopidae    |
|  |                |

|  | Cylindrophis                                                |
|  |                                                             |
|  | \| \| Anomochilus \| \| \| \| \| \| Uropeltinae \| \| \| \| |
|  |                                                             |
|  | Anomochilus                                                 |
|  |                                                             |
|  | Uropeltinae                                                 |
|  |                                                             |

|  | Anomochilus |
|  |             |
|  | Uropeltinae |
|  |             |

|  | Pythoninae |
|  |            |
|  | Xenopeltis |
|  |            |
|  | Loxocemus  |
|  |            |

|  | Colubroidea   |
|  |               |
|  | Acrochordidae |
|  |               |

|  | Erycinae  |
|  |           |
|  | Boinae    |
|  |           |
|  | Calabaria |
|  |           |

|  | Pythoninae |
|  |            |
|  | Xenopeltis |
|  |            |
|  | Loxocemus  |
|  |            |

|  | Colubroidea   |
|  |               |
|  | Acrochordidae |
|  |               |

|  | Erycinae  |
|  |           |
|  | Boinae    |
|  |           |
|  | Calabaria |
|  |           |

|  | Cylindrophis                                                |
|  |                                                             |
|  | \| \| Anomochilus \| \| \| \| \| \| Uropeltinae \| \| \| \| |
|  |                                                             |
|  | Anomochilus                                                 |
|  |                                                             |
|  | Uropeltinae                                                 |
|  |                                                             |

|  | Anomochilus |
|  |             |
|  | Uropeltinae |
|  |             |

|  | Pythoninae |
|  |            |
|  | Xenopeltis |
|  |            |
|  | Loxocemus  |
|  |            |

|  | Colubroidea   |
|  |               |
|  | Acrochordidae |
|  |               |

|  | Erycinae  |
|  |           |
|  | Boinae    |
|  |           |
|  | Calabaria |
|  |           |

|  | Pythoninae |
|  |            |
|  | Xenopeltis |
|  |            |
|  | Loxocemus  |
|  |            |

|  | Colubroidea   |
|  |               |
|  | Acrochordidae |
|  |               |

|  | Erycinae  |
|  |           |
|  | Boinae    |
|  |           |
|  | Calabaria |
|  |           |

|  | Cylindrophis                                                |
|  |                                                             |
|  | \| \| Anomochilus \| \| \| \| \| \| Uropeltinae \| \| \| \| |
|  |                                                             |
|  | Anomochilus                                                 |
|  |                                                             |
|  | Uropeltinae                                                 |
|  |                                                             |

|  | Anomochilus |
|  |             |
|  | Uropeltinae |
|  |             |

|  | Pythoninae |
|  |            |
|  | Xenopeltis |
|  |            |
|  | Loxocemus  |
|  |            |

|  | Colubroidea   |
|  |               |
|  | Acrochordidae |
|  |               |

|  | Erycinae  |
|  |           |
|  | Boinae    |
|  |           |
|  | Calabaria |
|  |           |

|  | Pythoninae |
|  |            |
|  | Xenopeltis |
|  |            |
|  | Loxocemus  |
|  |            |

|  | Colubroidea   |
|  |               |
|  | Acrochordidae |
|  |               |

|  | Erycinae  |
|  |           |
|  | Boinae    |
|  |           |
|  | Calabaria |
|  |           |

|  | Cylindrophis                                                |
|  |                                                             |
|  | \| \| Anomochilus \| \| \| \| \| \| Uropeltinae \| \| \| \| |
|  |                                                             |
|  | Anomochilus                                                 |
|  |                                                             |
|  | Uropeltinae                                                 |
|  |                                                             |

|  | Anomochilus |
|  |             |
|  | Uropeltinae |
|  |             |

|  | Pythoninae |
|  |            |
|  | Xenopeltis |
|  |            |
|  | Loxocemus  |
|  |            |

|  | Colubroidea   |
|  |               |
|  | Acrochordidae |
|  |               |

|  | Erycinae  |
|  |           |
|  | Boinae    |
|  |           |
|  | Calabaria |
|  |           |

|  | Pythoninae |
|  |            |
|  | Xenopeltis |
|  |            |
|  | Loxocemus  |
|  |            |

|  | Colubroidea   |
|  |               |
|  | Acrochordidae |
|  |               |

|  | Erycinae  |
|  |           |
|  | Boinae    |
|  |           |
|  | Calabaria |
|  |           |

|  | Leptotyphlopidae                                               |
|  |                                                                |
|  | \| \| Anomalepididae \| \| \| \| \| \| Typhlopidae \| \| \| \| |
|  |                                                                |
|  | Anomalepididae                                                 |
|  |                                                                |
|  | Typhlopidae                                                    |
|  |                                                                |

|  | Anomalepididae |
|  |                |
|  | Typhlopidae    |
|  |                |

|  | Cylindrophis                                                |
|  |                                                             |
|  | \| \| Anomochilus \| \| \| \| \| \| Uropeltinae \| \| \| \| |
|  |                                                             |
|  | Anomochilus                                                 |
|  |                                                             |
|  | Uropeltinae                                                 |
|  |                                                             |

|  | Anomochilus |
|  |             |
|  | Uropeltinae |
|  |             |

|  | Pythoninae |
|  |            |
|  | Xenopeltis |
|  |            |
|  | Loxocemus  |
|  |            |

|  | Colubroidea   |
|  |               |
|  | Acrochordidae |
|  |               |

|  | Erycinae  |
|  |           |
|  | Boinae    |
|  |           |
|  | Calabaria |
|  |           |

|  | Pythoninae |
|  |            |
|  | Xenopeltis |
|  |            |
|  | Loxocemus  |
|  |            |

|  | Colubroidea   |
|  |               |
|  | Acrochordidae |
|  |               |

|  | Erycinae  |
|  |           |
|  | Boinae    |
|  |           |
|  | Calabaria |
|  |           |

|  | Cylindrophis                                                |
|  |                                                             |
|  | \| \| Anomochilus \| \| \| \| \| \| Uropeltinae \| \| \| \| |
|  |                                                             |
|  | Anomochilus                                                 |
|  |                                                             |
|  | Uropeltinae                                                 |
|  |                                                             |

|  | Anomochilus |
|  |             |
|  | Uropeltinae |
|  |             |

|  | Pythoninae |
|  |            |
|  | Xenopeltis |
|  |            |
|  | Loxocemus  |
|  |            |

|  | Colubroidea   |
|  |               |
|  | Acrochordidae |
|  |               |

|  | Erycinae  |
|  |           |
|  | Boinae    |
|  |           |
|  | Calabaria |
|  |           |

|  | Pythoninae |
|  |            |
|  | Xenopeltis |
|  |            |
|  | Loxocemus  |
|  |            |

|  | Colubroidea   |
|  |               |
|  | Acrochordidae |
|  |               |

|  | Erycinae  |
|  |           |
|  | Boinae    |
|  |           |
|  | Calabaria |
|  |           |

|  | Cylindrophis                                                |
|  |                                                             |
|  | \| \| Anomochilus \| \| \| \| \| \| Uropeltinae \| \| \| \| |
|  |                                                             |
|  | Anomochilus                                                 |
|  |                                                             |
|  | Uropeltinae                                                 |
|  |                                                             |

|  | Anomochilus |
|  |             |
|  | Uropeltinae |
|  |             |

|  | Pythoninae |
|  |            |
|  | Xenopeltis |
|  |            |
|  | Loxocemus  |
|  |            |

|  | Colubroidea   |
|  |               |
|  | Acrochordidae |
|  |               |

|  | Erycinae  |
|  |           |
|  | Boinae    |
|  |           |
|  | Calabaria |
|  |           |

|  | Pythoninae |
|  |            |
|  | Xenopeltis |
|  |            |
|  | Loxocemus  |
|  |            |

|  | Colubroidea   |
|  |               |
|  | Acrochordidae |
|  |               |

|  | Erycinae  |
|  |           |
|  | Boinae    |
|  |           |
|  | Calabaria |
|  |           |

|  | Cylindrophis                                                |
|  |                                                             |
|  | \| \| Anomochilus \| \| \| \| \| \| Uropeltinae \| \| \| \| |
|  |                                                             |
|  | Anomochilus                                                 |
|  |                                                             |
|  | Uropeltinae                                                 |
|  |                                                             |

|  | Anomochilus |
|  |             |
|  | Uropeltinae |
|  |             |

|  | Pythoninae |
|  |            |
|  | Xenopeltis |
|  |            |
|  | Loxocemus  |
|  |            |

|  | Colubroidea   |
|  |               |
|  | Acrochordidae |
|  |               |

|  | Erycinae  |
|  |           |
|  | Boinae    |
|  |           |
|  | Calabaria |
|  |           |

|  | Pythoninae |
|  |            |
|  | Xenopeltis |
|  |            |
|  | Loxocemus  |
|  |            |

|  | Colubroidea   |
|  |               |
|  | Acrochordidae |
|  |               |

|  | Erycinae  |
|  |           |
|  | Boinae    |
|  |           |
|  | Calabaria |
|  |           |

Un arbre filogenètic dels grups actuals de serps. Cal remarcar que només indica relacions entre grups, no el temps en què es varen separar.

## Aspectes culturals

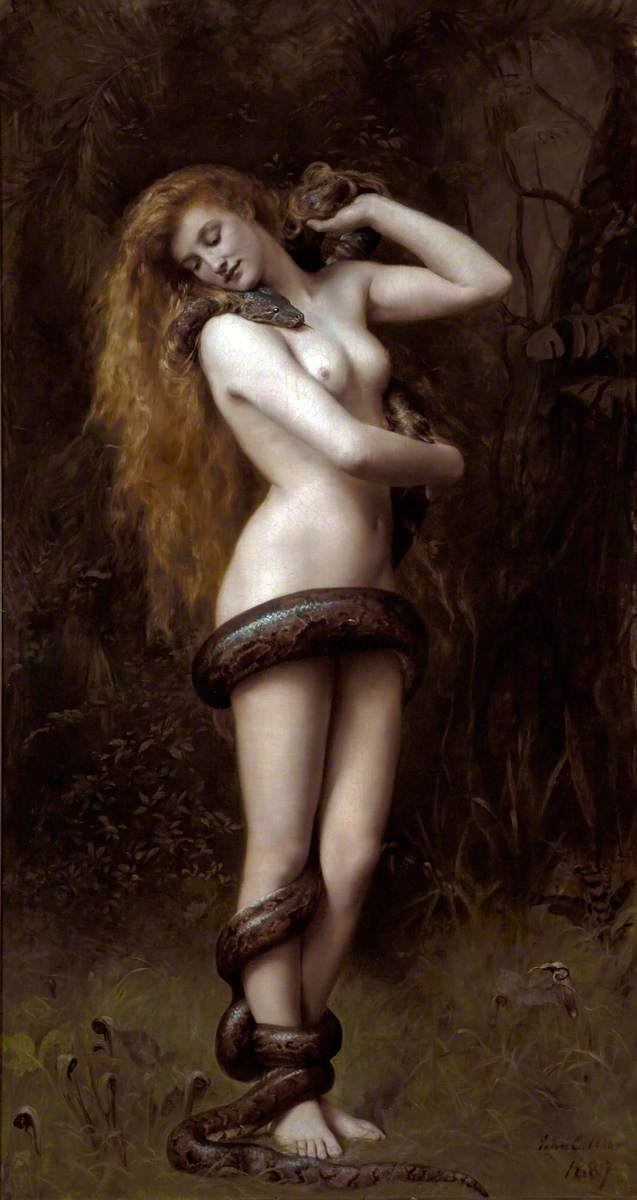
Lilit amb una serp, (1892), de John Collier.

Les serps han estat apreciades en diverses cultures, però repudiades en unes altres. A Roses, per exemple, entre pescadors que estan pescant hom designa amb l'eufemisme senyorita (castellanisme deferent) per superstició.
A occident, en les creences cristianes i de l'islam el dimoni ha estat representat amb les serps, en aquest cas amb Satanàs d'acord amb la Bíblia i l'Alcorà, on relata la seva condemna per temptar Adam i Eva. Fins i tot en els primers capítols i versicles de la gènesi, després de cometre la temptació, relata com Déu, a banda de dir-li que s'arrossegarà i caminarà sobre el seu pit, també hi haurà una enemistat entre ella i la dona que li mossegarà el seu taló i la dona li farà fallida el cap.
Aquest relat bíblic ha inspirat a l'església catòlica a representar la Mare de Déu com la Immaculada Concepció trepitjant a una serp tal com relata la gènesi, però el rèptil en comptes de mossegar el taló només porta una poma a la boca.
En alguns casos també s'han representat a Jesucrist trepitjant una serp, però no inspirat en la gènesi de la Bíblia sinó com una representació de lluita entre el bé i del mal, els quals també pot aplicar al cas de la Mare de Déu.
Encara que en l'islam no s'ha atribuït amb cap representació diferent a la gènesi com ho ha fet el cristianisme i encara que en el cristianisme sembla que hi ha certes contradiccions, alguns teòlegs sobre la història de Moisès diuen que per alliberar el poble hebreu segons el relat bíblic, Déu va convertir el seu bastó en una serp enmig de l'esbarzer ardent quan Moisès va entrar en contacte. D'acord amb aquesta història, s'interpreta que Déu a través de Moisès demostrava la seva fúria contra el poble egipci enfront del faraó. D'acord amb aquesta història, alguns teòlegs consideren que el bastó de Moisès és una serp d'aspecte positiu o alhora miraculós. A la Bíblia, la serp és l'animal que convenç a l'Eva per temptar Adam i prendre la fruita prohibida; és un símbol del diable, ja que els causa l'expulsió del Paradís. Per això en moltes representacions la Verge Maria apareix esclafant-la, per protegir la humanitat del seu influx.
Una serp que es menja la mateixa cua es diu Ouroboros i és el símbol de la regeneració o el temps cíclic. Per aquest motiu forma part d'amulets màgics.
La serp era un animal sagrat per als egipcis, especialment la cobra, animal que simbolitzava el Nil (tot i que en algunes representacions la serp apareix com a al·legoria del penis). A l'antic Egipte, Ouadjet (la cobra) era la «Senyora del Cel», símbol de la calor ardent del Sol i la flama del foc. Representava la força del creixement, la fertilitat del sòl i de les aigües a la mitologia egípcia. Era la deessa protectora del Baix Egipte i del faraó. No obstant això, la serp Apofis eren el símbol de les forces malèfiques que habiten el Duat, i intentava retenir la barca solar de Ra.
Igualment, les serps, tenen un paper destacat a l'hinduisme. A Grècia la majoria de criatures mitològiques destructores tenien part de serp, com l'Hidra. Forma part del caduceu dels metges, ja que coneixen les medicines per dominar-les (o usen els seus poders per a emmalaltir).
En el llunyà Orient la serp és considerat un animal sagrat, diví i protector contra les energies negatives, que representa força, energia i saviesa. A més és venerada principalment dins de la cultura hindi. En el cristianisme l'Esperit Sant és representat en un colom blanc, però aquí, el déu Xiva, és representat com una serp, sobretot una cobra.
La cultura xinesa la considera també una entitat protectora, un exemple d'això el trobem a la Gran Muralla Xinesa construïda sobre un terreny muntanyós i ubicada al centre de color groc. També ha estat utilitzada a l'una del Drac, com un símbol d'algunes arts marcials orientals. Doncs en aquest animal s'han inspirat els diferents mètodes de defensa personal a la Xina mil·lenària, principalment per mestres o senseis sobre artistes marcials. A més, dins de l'astrologia xinesa, el Signe de la Serp ocupa el 6è lloc i com a part successora del Signe del Drac, segons la filosofia xinesa, també forma part del Ying yang.
De la mateixa manera, a Centreamèrica eren venerades per gran part de les cultures que hi van florir. L'exemple més famós és el del Déu Quetzalcóatl, la Serp Emplumada, Kukulcán per als maies. També a la cultura andina, sobretot en la cultura aimara i inca, la serp també representa aspecte positiu. Per aquests natius és conegut com el "Katari", on s'ha creat els càlculs matemàtics per mesurar l'espai i el temps.
A l'antiga Roma, el déu Esculapi (déu de la medicina) adoptava forma de serp, qui ha donat nom a la serp d'Esculapi. En aquest cas les serps també eren venerades.
El basilisc és representat en algunes cultures com una gran serp amb una taca al cap amb forma de corona que mata amb la mirada o si se li veu en una rajola o en un mirall la seva mirada petrifica.